# Profundulus adani
Profundulus adani — вид коропозубоподібних риб родини профундулюсових (Profundulidae). Відкритий у 2021 році.

## Назва
Вид названо на честь мексиканського іхтіолога Адана Е. Гомеса Гонсалеса, який трагічно помер у січні 2018 року.

## Поширення
Ендемік Мексики. Ареал виду обмежується трьома місцевостями у верхів'ї річки Папалоапан у мексиканському штаті Оахака. Ці три місцевості є невеликими струмками на висотах понад 1500 м над рівнем моря, які характеризуються неглибокими потоками з валунами, скелями та гравієм.